# Musée national suisse - château de Prangins
Le musée national suisse - château de Prangins est un musée situé dans la commune vaudoise de Prangins en Suisse. Il s'agit du siège romand du Musée national suisse.
L’exposition principale du château de Prangins permet de s’imprégner de l’histoire de la Suisse, du siècle des Lumières jusqu’au début du XXe siècle.

## Collections
L'architecture du château rythme l'exposition permanente, découpée en quatre grands thèmes.
Au rez-de-chaussée l'exposition « Noblesse oblige! La vie de château au 18ème siècle » est une restitution des salles à l'époque du baron Louis-François Guiguer.
Le premier étage montre comment la Suisse a basculé de l'Ancien Régime en un État fédéral moderne, et d'un pays agricole en une nation industrialisée et urbanisée.
Les combles rappellent au visiteur que ce pays, avant d'être un pays d'immigration, était un pays d'émigration.
Le jardin potager, véritable conservatoire de fruits et légumes de cette époque, permet au public de découvrir de multiples espèces cultivées autrefois.

## Histoire
Le musée national souhaite transférer une partie de ses collections dans un autre édifice situé dans la région francophone. Le château de Prangins semble être le lieu idéal pour une telle réalisation, mais la Confédération ne peut envisager d’acquérir elle-même le domaine, dont le prix d’achat est de deux millions et demi, un accord est convenu avec les cantons de Vaud et de Genève.
Le 19 juillet 1974, l’acte d’achat du domaine de Prangins est signé par les représentants des conseils d'État vaudois et genevois. Une année plus tard, il est offert à la Confédération par les cantons de Vaud et Genève, afin de devenir un musée national.
En 1998, le musée national suisse ouvre son siège en terre romande. Depuis, il a été inscrit, tout comme le bâtiment qui l'accueille, comme bien culturel d'importance nationale.

## Hébergement
Le restaurant est ouvert aux mêmes heures que le musée, soit 9 h 30 - 17 h 30 du mardi au dimanche.

## Références

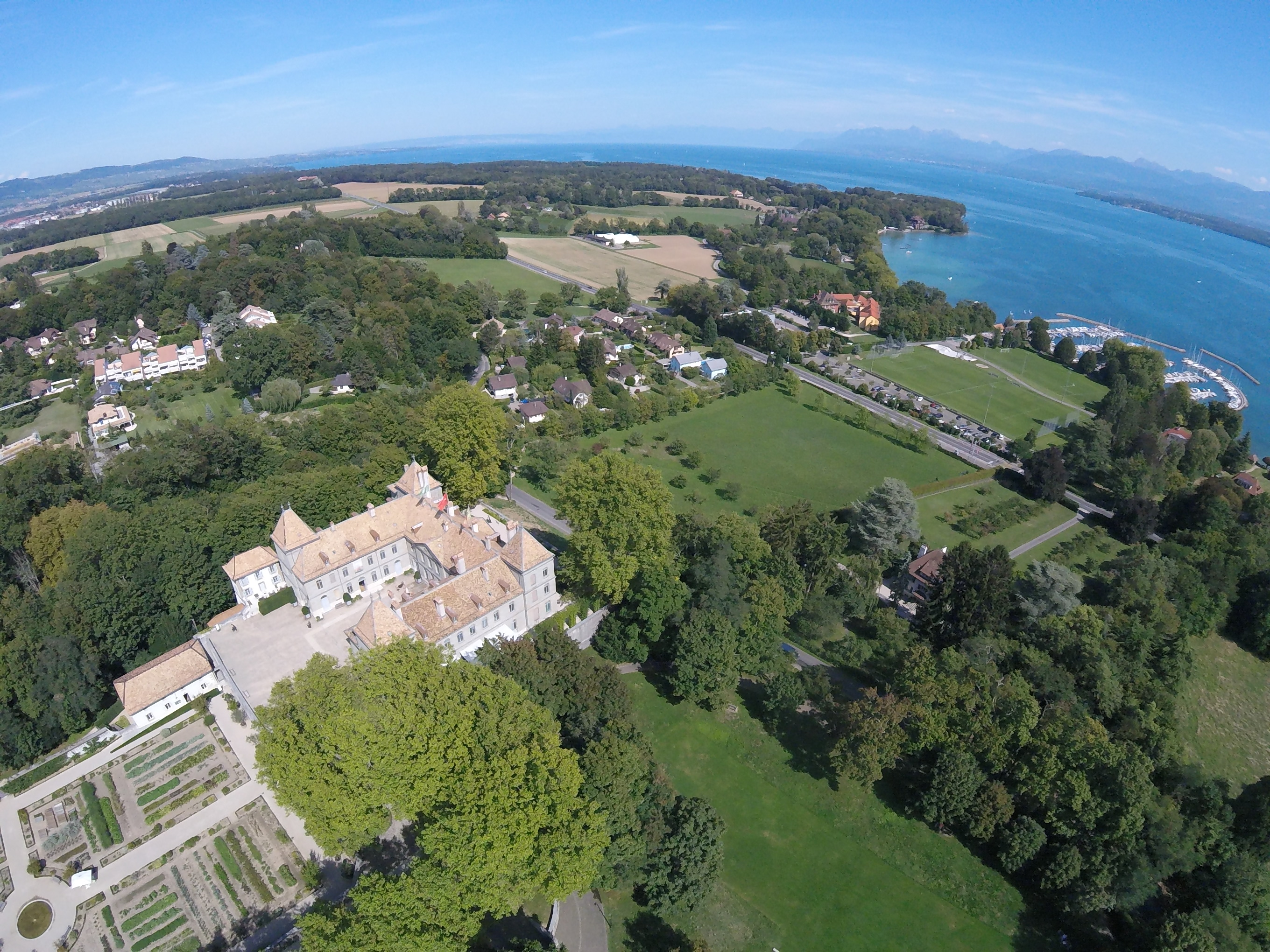
Vue aérienne